# Spirotropis studeriana
Spirotropis studeriana is een slakkensoort uit de familie van de Drilliidae. De wetenschappelijke naam van de soort is voor het eerst geldig gepubliceerd in 1878 door Martens.